# Camarma de Esteruelas
Camarma de Esteruelas és un municipi de la Comunitat de Madrid (Espanya). El 2020 tenia 7.437 habitants.